# Tsiatosika
Tsiatosika is een plaats en gemeente in Madagaskar gelegen in het district Mananjary van de regio Vatovavy-Fitovinany. Er woonden bij de volkstelling in 2001 ongeveer 24.000 mensen.
In de plaats is basisonderwijs beschikbaar. 95,8% van de bevolking is landbouwer. Het belangrijkste gewas is koffie, bananen, maar er wordt ook rijst verbouwd. 4,2% van de bevolking is werkzaam in de dienstensector.